# Hochbunker Walter-Dodde-Straße

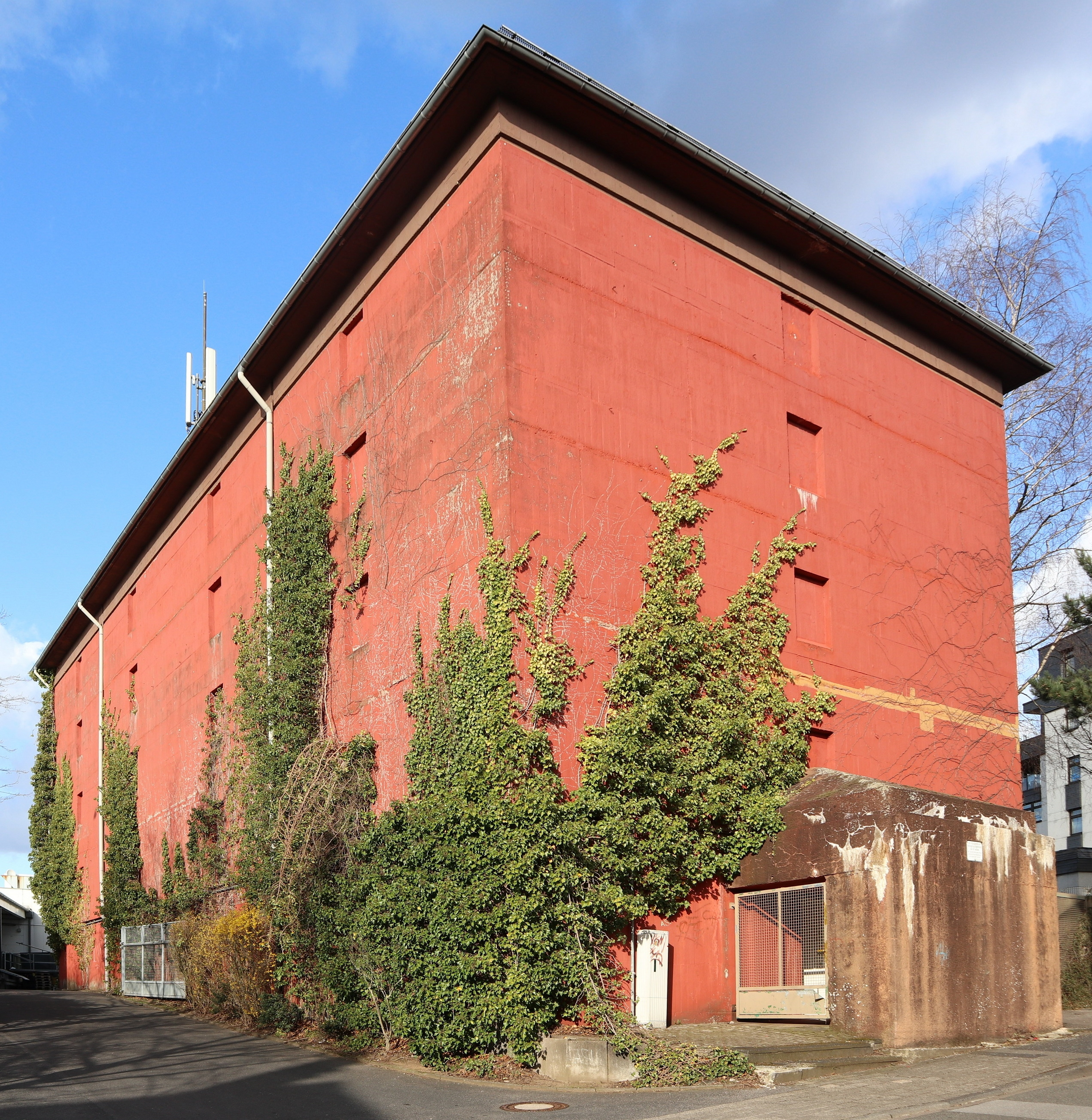
Hochbunker Walter-Dodde-Straße (2021)

Der Hochbunker Walter-Dodde-Straße ist ein Bunker des Zweiten Weltkriegs in der bergischen Großstadt Solingen. Er steht seit 2014 unter Denkmalschutz.

## Lage und Beschreibung
Der Hochbunker befindet sich im Solinger Stadtteil Höhscheid im Bereich Grünewald. Unmittelbar nördlich befindet sich das Einkaufszentrum Grünewaldzentrum, deren Parkplatzzufahrt an dem Bunker vorbeiführt. Im Südosten verläuft die Grünewalder Straße, die als Bundesstraße 229 ausgewiesen ist. Die Walter-Dodde-Straße, an der sich der Hochbunker befindet, verläuft von der Grünewalder Straße in den Talgrund des Pilghauser Bachs.
Bei dem Hochbunker handelt es sich um einen sechsgeschossigen Massivbetonbau über einem rechteckigen Grundriss. Er ist rot verputzt und verfügt über zwei Eingänge mit Splitterschutzvorbauten sowie zwei Treppenhäuser. Mit Walmdach und Blendfenstern sollte er den alliierten Bombern aus der Luft ein mehrgeschossiges Wohnhaus vortäuschen.

## Geschichte
Der Bunker wurde zwischen 1940 und 1941 am Grünewald südlich der Solinger Altstadt errichtet, wo sich in der Nähe mit den Unternehmen Friedrich Herder Abraham Sohn und J. A. Henckels bedeutende Betriebe der Solinger Schneidwarenindustrie befanden. Er bot im Zweiten Weltkrieg bis zu 1700 Personen gleichzeitig Schutz vor den Luftangriffen auf Solingen, die im Juni 1940 begannen und bis 1945 andauerten. Es handelt sich um einen von insgesamt 15 oberirdischen Bunkern in Solingen, die dem zivilen Luftschutz dienten.:429f.
In der Nachkriegszeit lebten zunächst Aussiedler in dem Bunker, bevor er eine neue technische Ausstattung erhielt und im Kalten Krieg wieder als Luftschutzbunker genutzt wurde. In den 1980er Jahren wurde er nochmals technisch umgerüstet und enthielt dann Platz für 927 Personen. Außer der Erneuerung der technischen Anlagen blieb der Bunker aber im originalen Zustand seiner Erbauungszeit erhalten. Daher wurde er am 29. Oktober 2014 unter der Nummer 1044 in die Denkmalliste der Stadt Solingen eingetragen.
Im Jahr 2015 verkaufte die Bundesanstalt für Immobilienaufgaben den Bunker in private Hände. Er steht heute nicht mehr für Luftschutzzwecke zur Verfügung.